# Бербанк (округ Санта-Клара, Каліфорнія)
Бербанк (англ. Burbank) — переписна місцевість (CDP) в окрузі Санта-Клара, штат Каліфорнія, США. Населення — 4940 осіб (2020).

## Географія
Бербанк розташований за координатами 37°19′16″ пн. ш. 121°55′50″ зх. д. / 37.32111° пн. ш. 121.93056° зх. д. (37.321073, -121.930457). За даними Бюро перепису населення США в 2010 році переписна місцевість мала площу 1,04 км², уся площа — суходіл.

## Демографія
Згідно з переписом 2010 року в переписній місцевості мешкало 4926 осіб у 1877 домогосподарствах у складі 1090 родин. Густота населення становила 4718 осіб/км². Було 1982 помешкання (1898/км²).
Расовий склад населення:
| - 60,8 % — білих - 7,7 % — азіатів - 2,7 % — чорних або афроамериканців - 1,3 % — корінних американців - 0,3 % — вихідців з тихоокеанських островів - 21,3 % — осіб інших рас |

До двох чи більше рас належало 5,9 %. Частка іспаномовних становила 50,9 % від усіх жителів.
За віковим діапазоном населення розподілялося таким чином: 22,8 % — особи молодші 18 років, 71,0 % — особи у віці 18—64 років, 6,2 % — особи у віці 65 років та старші. Медіана віку мешканця становила 34,5 року. На 100 осіб жіночої статі у переписній місцевості припадало 100,9 чоловіків;  на 100 жінок у віці від 18 років та старших — 100,9 чоловіків також старших 18 років.
Середній дохід на одне домашнє господарство  становив 78 767 доларів США (медіана — 65 472), а середній дохід на одну сім'ю — 81 620 доларів (медіана — 63 889). Медіана доходів становила 44 438 доларів для чоловіків та 42 321 долар для жінок. За межею бідності перебувало 12,1 % осіб, у тому числі 13,0 % дітей у віці до 18 років та 1,9 % осіб у віці 65 років та старших.
Цивільне працевлаштоване населення становило 3107 осіб. Основні галузі зайнятості: освіта, охорона здоров'я та соціальна допомога — 21,2 %, мистецтво, розваги та відпочинок — 17,0 %, науковці, спеціалісти, менеджери — 16,6 %.